# Cajatambo
Cajatambo es un pueblo del centro-noroeste del Perú ubicada a 3376 m s. n. m., capital de la Provincia de Cajatambo (Departamento de Lima) situado en la vertiente occidental de la cordillera de los Andes en la quebrada de Huaylashtoclanca, al margen derecho del río Pumamayo que nace de la unión de los ríos Tawin y Shapil, afluente del río Rapay y este a su vez del río Pativilca.

## Toponimia
El topónimo Cajatambo provendría del quechua kasha («espino») y tampu («posada»), unidos sería posada espinosa. La opción sería Qasaj tampu, que se traduciría como posada fría o helada.

## Demografía
En 2017 Supe Puerto tenía una población de 1275 habitantes.
| Gráfica de evolución demográfica de Cajatambo entre 1993 y 2017 |
|                                                                 |
| Fuentes: Población 1993 y 2017                                  |

## Clima
Cajatambo posee dos estaciones: estación seca (mayo-octubre) y estación lluviosa (noviembre-abril), como en casi toda la sierra peruana.
| Parámetros climáticos promedio de Cajatambo | Parámetros climáticos promedio de Cajatambo | Parámetros climáticos promedio de Cajatambo | Parámetros climáticos promedio de Cajatambo | Parámetros climáticos promedio de Cajatambo | Parámetros climáticos promedio de Cajatambo | Parámetros climáticos promedio de Cajatambo | Parámetros climáticos promedio de Cajatambo | Parámetros climáticos promedio de Cajatambo | Parámetros climáticos promedio de Cajatambo | Parámetros climáticos promedio de Cajatambo | Parámetros climáticos promedio de Cajatambo | Parámetros climáticos promedio de Cajatambo | Parámetros climáticos promedio de Cajatambo |
| Mes                                         | Ene.                                        | Feb.                                        | Mar.                                        | Abr.                                        | May.                                        | Jun.                                        | Jul.                                        | Ago.                                        | Sep.                                        | Oct.                                        | Nov.                                        | Dic.                                        | Anual                                       |
| ------------------------------------------- | ------------------------------------------- | ------------------------------------------- | ------------------------------------------- | ------------------------------------------- | ------------------------------------------- | ------------------------------------------- | ------------------------------------------- | ------------------------------------------- | ------------------------------------------- | ------------------------------------------- | ------------------------------------------- | ------------------------------------------- | ------------------------------------------- |
| Temp. media (°C)                            | 10.3                                        | 10.2                                        | 10.1                                        | 10.2                                        | 9.1                                         | 8.2                                         | 8                                           | 8.5                                         | 9.2                                         | 9.7                                         | 9.8                                         | 9.9                                         | 9.4                                         |
| Temp. mín. media (°C)                       | 4.3                                         | 4.8                                         | 4.4                                         | 3.7                                         | 1.7                                         | -0.3                                        | -1                                          | -0.2                                        | 1.4                                         | 2.6                                         | 3                                           | 3.1                                         | 2.3                                         |
| Precipitación total (mm)                    | 163.6                                       | 92.4                                        | 140.2                                       | 110.8                                       | 0.6                                         | 0.7                                         | 3                                           | 3.1                                         | 4.6                                         | 12.6                                        | 84                                          | 172.2                                       | 787.8                                       |
| Fuente n.º 1: Senamhi                       |                                             |                                             |                                             |                                             |                                             |                                             |                                             |                                             |                                             |                                             |                                             |                                             |                                             |
| Fuente n.º 2: climate-data.org              |                                             |                                             |                                             |                                             |                                             |                                             |                                             |                                             |                                             |                                             |                                             |                                             |                                             |

## Turismo
El distrito de Cajatambo es netamente agrícola y ganadero. El explorador limeño Daniel López Mazzotti indica que se fabrican aquí exquisitos quesos, mantequilla y manjarblanco y delicioso chicharrón, los que se encuentran en precios muy económicos.
La fauna de Cajatambo conserva su importancia silvestre: zorros, vicuñas, vizcachas, cóndores, águilas, halcones. En el mismo pueblo pueden verse halcones.
Cajatambo está en la región Quechua limitando con la Suni, su clima es seco y hace un frío moderado que a los rayos del sol es templado, pero la temperatura baja bastante en las noches.
El mencionado D. López indica que al visitar Cajatambo es imposible no visitar las campiñas de Astobamba y sus alturas, los Baños de Shucsha, y por supuesto la increíble Cordillera de Huayhuash. Indica que aquí se siguen conservando los Caminos Incas y que son usados como caminos de herradura por los pobladores del lugar.
También cuenta con un folclore muy exquisito lo que le ha llevado a ser catalogada como la Capital Folclórica de Lima, entre sus principales festividades está la fiesta patronal en honor a Santa María Magdalena en el mes de julio con su danza de las pallas y sendas corridas de toro. También están la fiesta de Corpus Christi y Semana Santa.
Su gastronomía también es exquisita entre las que se encuentra su plato bandera: EL PARI.